# Cantón Central de Puntarenas
Cantón Central de Puntarenas är en kanton i Costa Rica.   Den ligger i provinsen Puntarenas, i den västra delen av landet, 80 km väster om huvudstaden San José.
Följande samhällen finns i Cantón Central de Puntarenas:
- Puntarenas
- Chacarita